# Sven Nagel
Sven Nagel (* 12. Oktober 1970 in Kiel) ist ein deutscher Regisseur und Autor. Er lebt in Köln.

## Biografie
Mit 12 Jahren drehte Nagel seine ersten Super-8-Filme, mit 16 Jahren kaufte er sich einen VHS-C-Camcorder und mit 23 Jahren dann eine 16-mm-Kamera. Mit seinem ersten 16-mm-Kurzfilm „Die Scheinheiligen“ gewann er 1995 auf dem Göttinger Kurzfilmfestival den Publikumspreis „die goldene Nase“.
Von 1993 bis 2000 tourte er mit dem Kabarett-Duo „Die Handwerker“ durch Deutschland.
Als Autor arbeitete Sven Nagel unter anderem für die Heute Show,  Die Wochenshow, Switch Reloaded  oder Freitag Nacht News. Bis 2008 waren Sven Nagel und der im Jahr 2023 verstorbene Attik Kargar mit der Sketchshow Kargar trifft den Nagel auf Comedy Central zu sehen.
Nagel führte und führt Regie bei diversen Sendungen, wie Heute Show, MannSieber, Pussyterror, Olaf Schubert verbessert die Welt, Occupy School oder Old Ass Bastard.
2014 inszenierte Nagel für zdfneo die Bestatter-Sitcom Diese Kaminskis, für die er auch Drehbücher beisteuerte.
2017 entwickelte er mit Rainer Marquass und Mika Kallwass die Dramaserie Lobbyistin (u. a. mit Rosalie Thomass), die im Herbst 2017 auf zdfneo lief und gute Quoten holte. Für „Lobbyistin“ führte er auch Regie.
Im Dezember 2017 inszenierte Nagel die deutsche Adaption der finnischen Dramaserie Sekasin.
Im Frühjahr 2018 führte er Regie bei der ZDF-Reihe Friesland und der ARD-Satiresendung Kroymann. 2019 drehte er ein Friesland-Wilsberg Spezial auf Norderney Wellenbrecher, sowie neue Folgen der Grimme-Preis dotierten Satire-Reihe Kroymann.

## Programme
- 1992–2001: Comedy-Duo „Die Handwerker Nagel & Schumann“
- 2008: Sven Nagel – live!
- 2009: Das Leben nicht persönlich nehmen
- 2010: Nagel mit Köpfen – reloaded (Talkshow)
- 2013: Die Handwerker – reunion

## Live-Auftritte
- 2006: NightWash
- 2007: Quatsch Comedy Club

## Fernsehauftritte
- 2003: Star Search – 1. Staffel
- 2004: Freitag Nacht News
- 2005–2006: RTL Comedy Nacht
- 2006–2008: Kargar trifft den Nagel (Co-Produzent, Autor, Darsteller)
- 2007: Extreme Activity
- 2007: Genial daneben – Die Comedy Arena
- 2009: Broken Comedy
- 2011: Bullshit (zdf Neo)
- 2013–2014: nate light (als Mindestlohn-Reporter Bernd Klimkeit)

## Autorentätigkeit
- 2002: Die Wochenshow
- 2002: Alt und durchgeknallt (Sat.1)
- 2002: Sketchshow (ProSieben)
- 2002–2003: Axel!
- 2003: Die Wachmänner (Sat.1)
- 2004: The Big Kick (Sat.1)
- 2002: Ohne Worte (RTL)
- 2004–2005: Freitag Nacht News
- 2005: RTL Comedy Nacht
- 2006: Nachgetreten (ZDF)
- 2006: Die Dreisten Drei
- 2006: Sechserpack
- 2006–2008: Kargar trifft den Nagel
- 2010: SV Büdelbüttel OO (NDR-Carton Serie)
- 2010: Stand up Caroline Kebekus (Pro7)
- 2011–2012: heute-show
- 2011: Cindy aus Marzahn und die jungen Wilden (RTL)
- 2011: Leute, Leute (Boulevard Satire ZDF, Autor und Realisation)
- 2012: Noch Fragen?! (Pilotsendung mit Bernhard Hoecker und Olaf Schubert, ZDF)
- 2012: Lothar immer am Ball (Personality Show. Schnitt-Supervisor, Offtext-Autor)
- 2012: Switch Reloaded
- 2012: Old Ass Bastard (Autor, Coaching, Regie für verstecktes Kameraformat)
- 2013: Cindy und die jungen Wilden (Autor)
- 2013: Diese Kaminskis – Wir legen Sie tiefer! (Pilot) (Autor und Regie)
- 2013: Occupy School  (Autor und Regie)
- 2013–2014: nate light  (Autor und Regie)
- 2014 Diese Kaminskis – wir legen Sie tiefer! (6 Folgen) (Autor und Regie)
- 2017 Lobbyistin (Autor und Regie)

## Regie
- 2010 Das R-Team/ Old Ass Bastards (Sat1/Pro7. redseven)
- 2010/2011: Wir lieben... (Sat1 Comedy. redseven.)
- 2012 Heute Show (ZDF, Prime-Production)
- 2013/2014 diese Kaminskis – wir legen Sie tiefer (zdfneo, Warner Bros.)
- 2015 MannSieber (ZDF, Warner Bros.), Leiderlustig (KIKA, Warner Bros.)
- 2016/2017 Pussyterror mit Carolin Kebekus (ARD, Brainpool)
- 2017 Lobbyistin (zdfneo, Cologne Film)
- 2017 Comedypreis (Einspieler) (RTL, Brainpool)
- 2017/2018 Freaks (Original „Sekasin“) (FUNK, Bavaria Köln)
- 2018 Kroymann (ARD)
- seit 2019 SOKO Hamburg (ZDF)
- 2019 Friesland – Asche zu Asche (ZDF)
- 2020 Wilsberg: Wellenbrecher (ZDF)
- 2021 Nord Nord Mord: Sievers und die Stille Nacht (ZDF)
- 2024 Der Kommissar und der See – In besseren Kreisen (Fernsehreihe)
- 2025: Like a Loser (Fernsehserie, Staffel: 2, Folgen: 1–4)[2]

## Preise und Auszeichnungen
- 1995. Göttinger Kurzfilm – Publikumspreis
- 1996: 1. Preis beim Kurzfilmfestival der Hochschule für Bildende Künste Braunschweig
- 2001: Stuttgarter Besen
- 2007: Nominierung für den Deutschen Comedypreis mit Kargar trifft den Nagel in der Kategorie Beste Sketchshow
- 2008: Nominierung mit Kargar trifft den Nagel für Rose d’Or
- 2014: Nominierung mit Kaminskis für den Adolf-Grimme Preis